# Leptictidium sigei
A Leptictidium sigei az emlősök (Mammalia) osztályának fosszilis Leptictida rendjébe, ezen belül a Pseudorhyncocyonidae családjába tartozó faj.

## Tudnivalók
A Leptictidium sigeit 1989-ben Christian Mathis írta le először. A Leptictidium sigei ősibb megjelenésű, mint a Leptictidium nasutum. Az állatot csak néhány fognak köszönhetően ismerünk. Főbb lelőhelyei a franciaországi Sainte-Néboule, Baby, Sindou és Pécare lelőhelyek. A P4-es alsó zápfogának csúcsa sokkal fejletlenebb, míg az M1 és M2 fogak alsó, hátsó/nyelv felőli (posztero-lingvális) csúcsa és a disztális vagyis a középvonaltól el, tehát a fogív mentén hátrább lévő csúcsa jól kivehető/látható. Az állat, Bernard Sigé francia paleontológusról kapta a nevét.